# Qods Yasir
1. Preusmjeri Nacrt:Qods Yasir